# Pachymatisma johnstonia
Pachymatisma johnstonia es una especie de esponja de la familia Geodiidae. Es una especie que habita en las costas del noreste del océano Atlántico. Normalmente es de color gris, azulado o violáceo con un promiente osculum y un interior de color amarillo pálido. El tamaño y la forma dependen en gran parte de su exposición a olas. En ubicaciones con alta exposición a un fuerte oleaje suele ser de tamaño reducido y fino, mientras que en sitios más recogidos puede alcanzar los 50 cm de tamaño y 15 cm de grosor.